# Bombowce nad Anglią
Bombowce nad Anglią (tyt. oryg. Bomber über England) – niemiecka gra planszowa dla dzieci z czasów II wojny światowej. Powstała we wczesnej fazie wojny, o czym może świadczyć fakt, że na planszy, Francja znajduje się poza kontrolą Niemiec.

## Zasady gry
Gra była prymitywną odmianą pinballa, w której gracze otrzymywali punkty za „zbombardowanie” miast, okrętów i latarni morskich. Na planszy umieszczone były cele znajdujące się w Wielkiej Brytanii, Francji, Belgii, Holandii i Niemczech.
Za trafienie bombą w Londyn, Calais lub brytyjski okręt podwodny gracz otrzymywał 100 punktów, mniej punktów można było zdobyć za zniszczenie Aberdeen (60), Birmingham (50) lub Liverpoolu (40).
Za trafienie jednego z celów znajdujących się pod kontrolą hitlerowskich Niemiec (jak Bruksela i Amsterdam) gracze tracili punkty.

## Cena aukcyjna
Na aukcji w 2007 r. organizowanej przez dom aukcyjny Mullock's spodziewano się uzyskać cenę od 100 do 300 funtów.